# Banchus poppiti
Banchus poppiti är en stekelart som beskrevs av Michael G. Fitton 1985. Banchus poppiti ingår i släktet Banchus och familjen brokparasitsteklar. Inga underarter finns listade.